# Mexico (villa de Nueva York)
Mexico es una villa ubicada en el condado de  Oswego en el estado estadounidense de Nueva York. En el año 2000 tenía una población de 1.572 habitantes y una densidad poblacional de 284 personas por km².

## Geografía
Mexico se encuentra ubicada en las coordenadas 43°27′51″N 76°14′5″O / 43.46417, -76.23472.

## Demografía
Según la Oficina del Censo en 2000 los ingresos medios por hogar en la localidad eran de $35.761, y los ingresos medios por familia eran $41.696. Los hombres tenían unos ingresos medios de $39.306 frente a los $23.875 para las mujeres. La renta per cápita para la localidad era de $18.227. Alrededor del 13 % de la población estaban por debajo del umbral de pobreza.